# (4394) Fritzheide
(4394) Fritzheide es un asteroide perteneciente al cinturón de asteroides, descubierto el 2 de marzo de 1981 por Schelte John Bus desde el Observatorio de Siding Spring, Nueva Gales del Sur, Australia.

## Designación y nombre
Designado provisionalmente como 1981 EB19. Fue nombrado Fritzheide en honor al mineralogista alemán Fritz Heide. Estudió meteoritos cuando aún se trataba poco sobre esa temática con esas muestras extraterrestres.

## Características orbitales
Fritzheide está situado a una distancia media del Sol de 2,249 ua, pudiendo alejarse hasta 2,769 ua y acercarse hasta 1,728 ua. Su excentricidad es 0,231 y la inclinación orbital 1,685 grados. Emplea 1232 días en completar una órbita alrededor del Sol.

## Características físicas
La magnitud absoluta de Fritzheide es 14,9. Tiene 2,606 km de diámetro y su albedo se estima en 0,313.